# ولیکی اسلنیک
ولیکی اسلنیک (اسلوونیایی: Veliki Osolnik) یک زیستگاه انسانی در اسلوونی است که در Velike Lašče Municipality واقع شده‌است.

## خصوصیات
ولیکی اسلنیک ۱٫۴۷ کیلومترمربع مساحت و ۷۸ نفر جمعیت دارد و ۶۷۸٫۲ متر بالاتر از سطح دریا واقع شده‌است.